# Mentha dumetorum
Mentha dumetorum là một loài thực vật có hoa trong họ Hoa môi. Loài này được Schult. mô tả khoa học đầu tiên năm 1809.